# Abd-al-Aziz ibn Marwan
Abd-al-Aziz ibn Marwan —àrab: عبد العزيز بن مروان, ʿAbd al-ʿAzīz ibn Marwān— (mort en 704) va ser fill del califa omeia Marwan I i pare d'Úmar ibn Abd-al-Aziz.
El seu pare li va concedir el govern d'Egipte l'any 684 i el seu germà Abd-al-Màlik ibn Marwan el va confirmar en el càrrec el 685. Va exercir com a governador durant vint anys. Se'l considera un bon governador que va buscar el millor per a la província, i un home intel·ligent. Després de l'assassinat del governador rebel Amr ibn Saïd el 689, el califa volia matar tota la família del derrotat, però Abd-al-Aziz va intercedir davant son germà per evitar-ho i els va salvar la vida.
Marwan l'havia designat com a hereu d'Abd-al-Màlik, però aquest volia fer hereus els seus fills al-Walid ibn Abd-al-Màlik i Sulayman ibn Abd-al-Màlik. Això va provocar l'hostilitat entre ambdós germans. El califa va voler prendre al seu germà el govern d'Egipte i obligar-lo a renunciar al tron, però abans que això passés, Abd-al-Aziz va morir a Egipte el 704.